# Xã Cleveland, Quận Marshall, Kansas
Xã Cleveland (tiếng Anh: Cleveland Township) là một xã thuộc quận Marshall, tiểu bang Kansas, Hoa Kỳ. Năm 2010, dân số của xã này là 77 người.